# Картињије
Картињије (фр. Cartignies) насеље је и општина у североисточној Француској у региону Север-Па д Кале, у департману Север која припада префектури Авне сир Елп.
По подацима из 2011. године у општини је живело 1251 становника, а густина насељености је износила 47,37 становника/km². Општина се простире на површини од 26,41 km². Налази се на средњој надморској висини од 150 метара (максималној 213 m, а минималној 140 m).

## Демографија
| 1962. | 1968. | 1975. | 1982. | 1990. | 1999. | 2011. |
| ----- | ----- | ----- | ----- | ----- | ----- | ----- |
| 1.224 | 1.314 | 1.231 | 1.250 | 1.114 | 1.128 | 1.251 |

График промене броја становника у току последњих година